# Percy Vivian
Pour les articles homonymes, voir Vivian.
Reginald Percival (Percy) Vivian (16 octobre 1902-30 janvier 1986) est un homme politique canadien de l'Ontario. Il est député provincial du progressiste-conservateur de la circonscription ontarienne de Durham de 1943 à 1948 ainsi que député fédéral progressiste-conservateur de la circonscription ontarienne de Durham de 1957 à 1962.

## Biographie
Né à Barrie en Ontario, Vivian étudie la médecine à l'Université de Toronto.

### Carrière politique

#### Provinciale
Élu dans la circonscription de Durham en 1943, il est nommé ministre de la Santé et du Bien-être public dans le cabinet du premier ministre George Drew. Réélu en 1945, il conserve ses positions ministérielles jusqu'en 1946. Il sert comme chef du département de la santé et des sciences médicales de l'Université McGill de Montréal en 1947 et quitte la politique provinciale en 1948.

#### Fédérale
Près d'une décennie après avoir quitté la politique provinciale, Vivian est élu député fédéral progressiste-conservateur dans Durham en 1957, Réélu en 1958, il est défait en 1962.